# کلاس هشتم
کلاس هشتم (انگلیسی: Eighth Grade) فیلمی کمدی-درام به نویسندگی و کارگردانی بو بورنهام است که در سال ۲۰۱۸ منتشر شد. این فیلم اولین فیلم بلند بورنهام است. فیلم داستان یک دانش‌آموز کلاس‌هشتمی (با بازی السی فیشر) است در هفته پایانی مدرسه پیش از رفتن به دبیرستان. او در موقعیت‌های اجتماعی دچار اضطراب می‌شود اما در ویدئوهایی که در وبلاگش منتشر می‌کند، توصیه‌هایی دربارهٔ زندگی می‌کند.
بورنهام از مشکلات و درگیری‌های خودش با تشویش و اضطراب الهام گرفته و در سال ۲۰۱۴ نوشتن فیلم‌نامه این فیلم را آغاز کرد. او تا سال ۲۰۱۶ در پیدا کردن سرمایه‌گذار برای فیلم موفق نبود. مسائلی مانند شبکه‌های اجتماعی، سلامت ذهنی نسل زد و مسایل جنسی و کسب موافقت برای انجام آن، از درون‌مایه‌های فیلم است.
فیلم در ۱۹ ژانویه ۲۰۱۸ و در بخش رقابت فیلم‌های درام در جشنواره فیلم ساندنس ۲۰۱۸ به نمایش درآمد و در ۱۳ ژوئیه ۲۰۱۸ اکران شد. فیلم توسط انجمن تصاویر متحرک آمریکا درجه R گرفت و باعث نقدهای فراوانی شد چراکه طبق آن بسیاری از دانش‌آموزان کلاس‌هشتمی نمی‌توانستند فیلم را در سینماها ببینند. در مقابل، پخش‌کننده فیلم برنامه نمایش رایگان و بدون درجه‌بندی فیلم را در سراسر آمریکا اجرا کرد. کلاس هشتم در آمریکای شمالی، با بودجه ۲ میلیون دلاری‌اش، ۱۳ میلیون دلار فروش کرد.
فیلم توسط انجمن فیلم آمریکا و هیئت ملی بازبینی به عنوان یکی از ۱۰ فیلم برتر سال ۲۰۱۸ انتخاب شد. فیلم در جایزه ایندیپندنت اسپیریت نامزد چهار جایزه شده و فیشر (بازیگر فیلم) نامزد جایزه گلدن گلوب بهترین بازیگر زن فیلم موزیکال یا کمدی شده‌است.